# Benjamin A. Smith

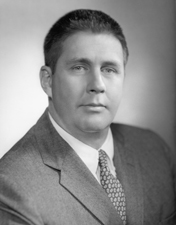
Benjamin A. Smith

Benjamin Atwood Smith (* 16. März 1916 in Gloucester, Massachusetts; † 6. September 1991 ebenda) war ein US-amerikanischer Politiker (Demokratische Partei), der den Bundesstaat Massachusetts im US-Senat vertrat.

## Leben
Nach dem Besuch der öffentlichen Schulen von Gloucester sowie der Dummer Academy machte Smith 1939 seinen Abschluss an der Harvard University. Dort teilte er sich ein Zimmer mit dem späteren US-Präsidenten John F. Kennedy. Während des Zweiten Weltkrieges diente er in der US-Marine und wurde von 1941 bis 1945 im Pazifik eingesetzt.
Smith schlug nach seiner Rückkehr in die USA eine Laufbahn als Geschäftsmann ein. Er wurde Präsident der United Fisheries Company und weiterer Unternehmen. Politisch betätigte er sich erstmals zwischen 1954 und 1955 als Bürgermeister seiner Heimatstadt Gloucester. Nachdem sein Studienfreund Kennedy am 8. November 1960 zum Präsidenten der Vereinigten Staaten gewählt worden war, legte dieser dem Gouverneur von Massachusetts, Foster Furcolo, nahe, Smith zu seinem Nachfolger als Senator zu ernennen. Furcolo folgte diesem Ratschlag.
Nach seinem Amtsantritt am 27. Dezember 1960 galt Benjamin Smith in den Augen vieler Kritiker als Platzhalter für den Bruder des Präsidenten, Edward Kennedy. Dieser kam als unmittelbarer Nachfolger nicht in Frage, da er noch keine 30 Jahre alt war und damit laut Verfassung nicht dem Senat angehören durfte. Anfang November 1962 wurde dann eine Nachwahl abgehalten, bei der Smith nicht antrat. Edward Kennedy gewann die Wahl und löste ihn am 6. November als Senator ab.
Smith bekleidete danach kein öffentliches Amt mehr und starb 1991 in Gloucester.